# Rahmatullo Fuzailov
Rahmatullo Kayumovich Fuzailov (em russo:  Рахматулло Каюмович Фузайлов e em tajique:  Раҳматулло Қаюмович Фузайлов) (Duxambé, 16 de setembro de 1978) é um ex-futebolista e treinador de futebol tajique que atuava como zagueiro.

## Carreira
Nos tempos de União Soviética, seu nome era russificado para Rakhmatullo Kayumovich Fuzaylov (Рахматулло Каюмович Фузайлов, em russo). Sua passagem mais destacada foi no Shinnik Yaroslavl, onde atuou em 117 jogos entre 2000 e 2004, com 5 gols. Atuou também por Sitora Duxambé, CSKA Pamir, Neftchi Farg'ona, Dínamo Dushanbe, Buxoro, Dinamo Samarqand, Alania Vladikavkaz, Lada-Tolyatti, Nosta Novotroitsk, CSKA Duxambé, Zvezda Irkutsk, Energetik Duxambé, Vakhsh Qurghonteppa e Regar-TadAZ, aposentando-se em 2012.
Virou técnico de futebol em 2016, comandando o CSKA Pamir, e desde 2019 comanda o Kuktosh Rudaki.

## Seleção Tajique
Fuzailov jogou pela Seleção Tajique entre 1997 e 2010, tendo atuado em 18 jogos e balançando as redes 2 vezes.

## Títulos
Sitora Duxambé
- Campeonato Tajique: 1994

CSKA Pamir
- Campeonato Tajique: 1995

Neftchi Farg'ona
- Copa do Uzbequistão: 1996

Shinnik Yaroslavl
- Primeira Divisão Russa: 2001

Vakhsh Qurghonteppa
- Campeonato Tajique: 2009

Regar-TadAZ
- Copa do Tajiquistão: 2011